# Lake Forest (Illinois)
Lake Forest es una ciudad ubicada en el condado de Lake en el estado estadounidense de Illinois. En el Censo de 2010 tenía una población de 19375 habitantes y una densidad poblacional de 433,82 personas por km².

## Geografía
Lake Forest se encuentra ubicada en las coordenadas 42°14′17″N 87°51′32″O / 42.23806, -87.85889. Según la Oficina del Censo de los Estados Unidos, Lake Forest tiene una superficie total de 44.66 km², de la cual 44.49 km² corresponden a tierra firme y (0.38%) 0.17 km² es agua.

## Demografía
Según el censo de 2010, había 19375 personas residiendo en Lake Forest. La densidad de población era de 433,82 hab./km². De los 19375 habitantes, Lake Forest estaba compuesto por el 92.11% blancos, el 1.1% eran afroamericanos, el 0.14% eran amerindios, el 4.67% eran asiáticos, el 0.01% eran isleños del Pacífico, el 0.68% eran de otras razas y el 1.3% pertenecían a dos o más razas. Del total de la población el 2.8% eran hispanos o latinos de cualquier raza.